# Standard de Liège
A Royal Standard de Liège egy labdarúgócsapat Liège-ben, Belgium negyedik legeredményesebb labdarúgóklubja. A belga labdarúgó-bajnokságban játszik. Edzője 2008–2010 között Bölöni László volt, csapata az ő időszaka alatt kétszer lett a belga bajnok (2008-ban és 2009-ben).

## Története
A klubot 1898-ban alapították Standard FC néven a Saint-Servais egyetem diákjai Liège városában. Nevét a Standard AC Paris együtteséről kapta, amely abban az időben a leghíresebb és a legeredményesebb csapat volt Párizsban (1894-ben, 1895-ben, 1897-ben, 1898-ban és 1901-ben francia bajnok volt).
A Standard elnevezés mellett felmerült az Excelsior, Sporting, Daring és a Skill névváltozat is, de végül maradtak az előbbinél.
Összesen 10 bajnoki címet, 8 belga kupa-győzelmet és 3 belga szuperkupa-győzelmet szereztek.

## Sikerlista
Jupiler League
- Bajnok (10): 1957–58, 1960–61, 1962–63, 1968–69, 1969–70, 1970–71, 1981–82, 1982–83, 2007–08, 2008–09
- Ezüstérmes (13): 1925–26, 1927–28, 1935–36, 1961–62, 1964–65, 1972–73, 1979–80, 1992–93, 1994–95, 2005–06, 2010–11, 2013–14, 2017–18

Belga Kupa
- Győztes (8): 1953–54, 1965–66, 1966–67, 1980–81, 1992–93, 2010–11, 2015–16, 2017–18
- Döntős (10): 1964–65, 1971–72, 1972–73, 1983–84, 1987–88, 1988–89, 1998–99, 1999–2000, 2006–07, 2020–21

Belga Ligakupa
- Győztes (1): 1975

Belga Szuperkupa
- Győztes (4): 1981, 1983, 2008, 2009
- Döntős (5): 1982, 1993, 2011, 2016, 2018

Kupagyőztesek Európa-kupája
- Döntős (1): 1981–82

Intertotó-kupa
- Döntős (1): 1996

Amsterdam Tournament
- Döntős (1): 1981

## Játékoskeret
2022. szeptember 22. szerint.
| #  |     | Poszt | Név                                                            |
| -- | --- | ----- | -------------------------------------------------------------- |
| 2  | BEL | V     | Gilles Dewaele                                                 |
| 3  | BEL | V     | Nathan Ngoy                                                    |
| 5  | BEL | V     | Alexandro Calut                                                |
| 6  | BEL | V     | Noë Dussenne                                                   |
| 7  | ROU | CS    | Denis Drăguș                                                   |
| 8  | BIH | KP    | Gojko Cimirot                                                  |
| 9  | BEL | CS    | Renaud Emond                                                   |
| 10 | NED | CS    | Noah Ohio                                                      |
| 11 | NOR | KP    | Aron Dønnum                                                    |
| 13 | USA | V     | Marlon Fossey                                                  |
| 14 | COL | KP    | Steven Alzate (kölcsönben a Brighton & Hove Albion csapatától) |
| 16 | BEL | K     | Arnaud Bodart                                                  |
| 17 | ISR | CS    | Osher Davida                                                   |
| 18 | MNE | KP    | Aleksandar Boljević                                            |
| 19 | MAR | KP    | Szelím Ámalah                                                  |

| #  |     | Poszt | Név                                                        |
| -- | --- | ----- | ---------------------------------------------------------- |
| 20 | COD | KP    | Merveille Bokadi                                           |
| 21 | ITA | KP    | Filippo Melegoni (kölcsönben a Genoa csapatától)           |
| 22 | COD | KP    | William Balikwisha                                         |
| 23 | BFA | CS    | Abdoul Tapsoba                                             |
| 28 | CRO | CS    | Stipe Perica                                               |
| 26 | BEL | KP    | Nicolas Raskin                                             |
| 30 | BEL | K     | Laurent Henkinet                                           |
| 34 | CYP | V     | Konstantinos Laifis                                        |
| 37 | BEL | KP    | Brahim Ghalidi                                             |
| 38 | DEN | V     | Jacob Barrett Laursen                                      |
| 40 | BEL | K     | Matthieu Epolo                                             |
| 51 | BEL | V     | Lucas Noubi                                                |
| 61 | BEL | KP    | Cihan Çanak                                                |
| 77 | DEN | CS    | Philip Zinckernagel (kölcsönben az Olimbiakósz csapatától) |

## Edzők
| Dátum                          | Név                   |
| ------------------------------ | --------------------- |
| 1912. július – 1916. június    | Charles Bunyan, Sr.   |
| 1916. július – 1922. június    | Camille van Hoorden   |
| 1922. július – 1924. június    | Lamport Pierre Kögel  |
| 1924. július – 1930. június    | Percy Wilding Hartley |
| 1930. július – 1932. június    | Maurice Grisard       |
| 1932. július – 1935. június    | Percy Wilding Hartley |
| 1935. július – 1936. június    | Jean Dupont           |
| 1936. június – 1937. március   | Percy Wilding Hartley |
| 1937. április – 1938. november | Emile Riff            |
| 1938. december – 1939. június  | Jean Dupont           |
| 1939. július – 1940. június    | Maurice Grisard       |
| 1940. július – 1942. június    | René Dohet            |
| 1942. július – 1945. június    | Fernand Wertz         |
| 1945. július – 1950. június    | Marcelin Waroux       |
| 1945. július – 1951. június    | Antoine Basleer       |
| 1951. július – 1953. június    | Maurice Grisard       |
| 1953. július – 1958. június    | André Riou            |
| 1958. július – 1961. június    | Kalocsay Géza         |

| Dátum                           | Név                            |
| ------------------------------- | ------------------------------ |
| 1961. július – 1963. június     | Jean Prouff                    |
| 1963. július – 1964. november   | Auguste Jordan                 |
| 1964. december – 1968. június   | Milorad Pavić                  |
| 1968. július – 1973. június     | René Hauss                     |
| 1973. július – 1973. október    | Vlatko Marković                |
| 1973. november – 1974. június   | Ned Bulatović                  |
| 1974. június – 1975. december   | Cor van der Hart               |
| 1976. január – 1976. június     | Maurice Lempereur Lucien Leduc |
| 1976. július – 1979. június     | Robert Waseige                 |
| 1979. július – 1981. június     | Ernst Happel                   |
| 1981. július – 1984. február    | Raymond Goethals               |
| 1984. március – 1984. június    | Léon Semmeling                 |
| 1984. július – 1985. április    | Louis Pilot                    |
| 1985. május – 1987. február     | Milorad Pavić                  |
| 1987. február – 1987. június    | Helmut Graf                    |
| 1987. július – 1987. szeptember | René Desaeyere                 |
| 1987. október – 1988. március   | Milorad Pavić                  |
| 1988. április – 1988. június    | Jozef Vliers                   |

| Dátum                           | Név                                   |
| ------------------------------- | ------------------------------------- |
| 1988. július – 1989. június     | Urbain Braems                         |
| 1989. július – 1991. június     | Georg Keßler                          |
| 1991. július – 1993. december   | Arie Haan                             |
| 1994. január – 1994. június     | René Vandereycken                     |
| 1994. július – 1996. június     | Robert Waseige                        |
| 1996. július – 1997. június     | Jos Daerden                           |
| 1997. július – 1997. október    | Aad de Mos                            |
| 1997. november – 1998. március  | Daniel Boccar                         |
| 1998. április – 1998. június    | Luka Peruzović                        |
| 1998. július – 1999. szeptember | Tomislav Ivić                         |
| 1999. október – 1999. december  | Željko Mijač                          |
| 2000. január – 2000. május      | Jean Thissen Henri Depireux           |
| 2000. május – 2000. december    | Tomislav Ivić                         |
| 2000. december – 2001. január   | Dominique D'Onofrio Christian Labarbe |
| 2001. január – 2002. június     | Michel Preud’homme                    |
| 2002. június – 2002. október    | Robert Waseige                        |
| 2002. október – 2006. június    | Dominique D'Onofrio                   |

| Dátum                               | Név                 |
| ----------------------------------- | ------------------- |
| 2006. július – 2006. szeptember     | Johan Boskamp       |
| 2006. szeptember – 2008. június     | Michel Preud’homme  |
| 2008. június – 2010. február        | Bölöni László       |
| 2010. február – 2011. június        | Dominique D'Onofrio |
| 2011. július – 2012. május          | José Riga           |
| 2012. május – 2012. október         | Ron Jans            |
| 2012. október – 2013. május         | Mircea Rednic       |
| 2013. május – 2014. október         | Guy Luzon           |
| 2014. november – 2015. február      | Ivan Vukomanović    |
| 2015. február – 2015. június        | José Riga           |
| 2015. június – 2015. augusztus      | Slavoljub Muslin    |
| 2015. szeptember – 2016. szeptember | Yannick Ferrera     |
| 2016. szeptember – 2017. április    | Aleksandar Janković |
| 2017. április – 2017. május         | José Jeunechamps    |
| 2017. június – 2018. május 20.      | Ricardo Sá Pinto    |
| 2018. május 23. – 2020. június      | Michel Preud’homme  |
| 2020. június – 2020. december 20.   | Philippe Montanier  |
| 2020. december – 2021. október      | Mbaye Leye          |
| 2021 október –                      | Luka Elsner         |

## Külső hivatkozások
- http://www.standard.be/, a csapat hivatalos honlapja (franciául) (hollandul)